# Schloss Teublitz

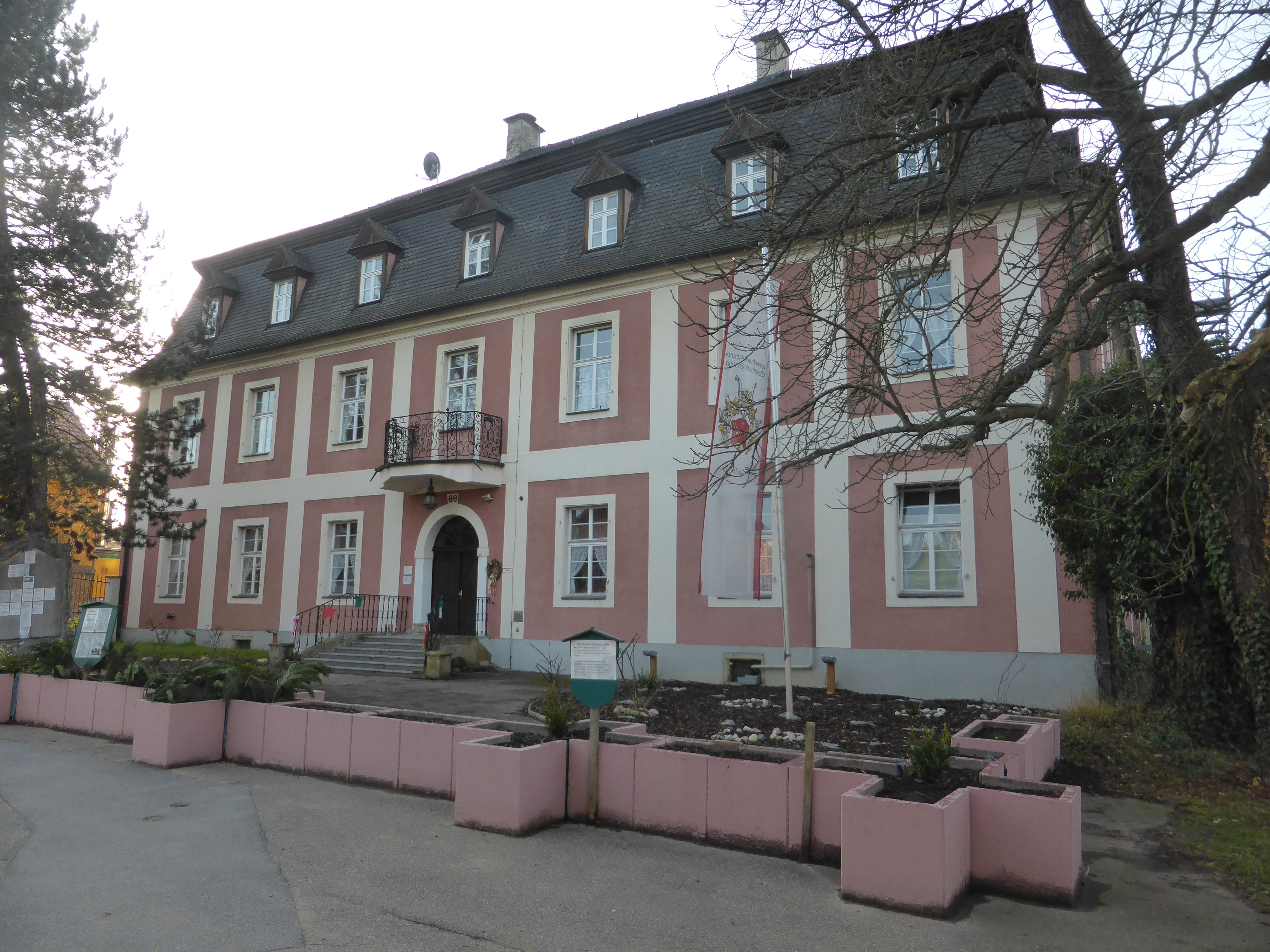
Schloss Teublitz

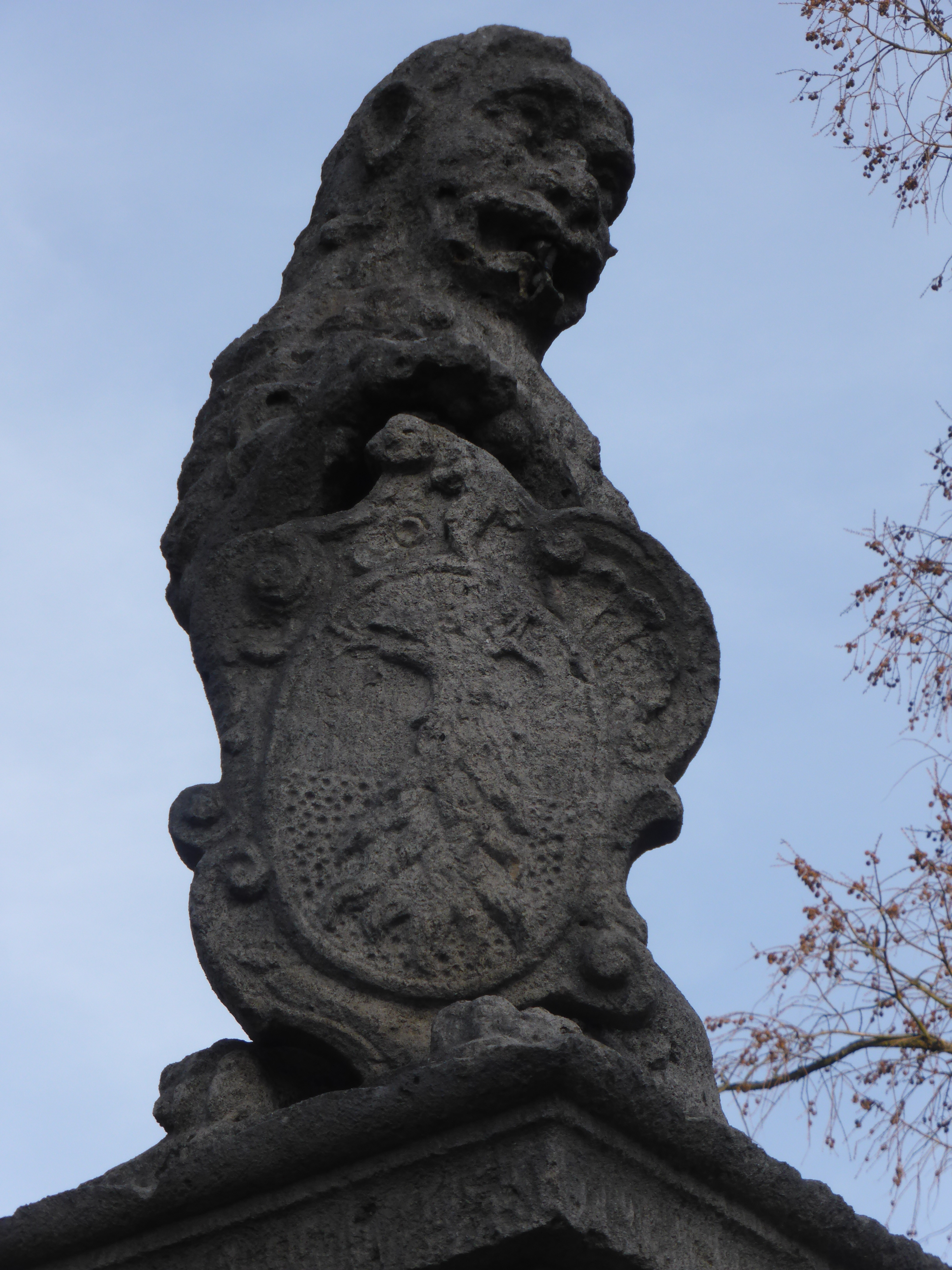
Löwe mit dem Wappen der Teuffel an der Toreinfahrt zu Schloss Teublitz

Das Schloss Teublitz ist ein zweigeschossiger und mit Putzleisten gegliederter Bau mit Mansarddach in Teublitz in der Oberpfalz. Die Anlage ist unter der Aktennummer D-3-76-170-1 als Baudenkmal verzeichnet. Ferner werden „archäologische Befunde des Mittelalters und der frühen Neuzeit im Bereich des sog. Neuen Schlosses in Teublitz und der zugehörigen historischen Parkanlage, darunter die Spuren von Vorgängerbauten der Schlossanlage sowie untertägige Strukturen der neuzeitlichen Gartenarchitektur“ als Bodendenkmal unter der Aktennummer D-3-6738-0158 geführt.

## Geschichte
Das Schloss Teublitz wurde zwischen 1750 und 1780 von Joseph Carl Wilhelm Teufel von Pirkensee (* 18. Mai 1711 als Sohn des Hans Wilhelm Teuffel von Pirkensee und Katharina Elisabeth, geb. Hofer zu Lobenstein)  erbaut, der sich am 16. April 1780 im neuen Schloss das Leben nahm. 
Es muss mindestens einen Vorgängerbau des Schlosses gegeben haben, dessen Standort aber umstritten ist. Das alte Schloss wurde im Dreißigjährigen Krieg zerstört. Sowohl in der Ruine im heutigen Stadtpark (ehemaliger Schlosspark) als auch auf der sogenannten Schwedenschanze werden Reste des Alten Schlosses oder einer Burganlage vermutet (Regensburger Str. 69).

## Besitzer
Die adeligen Besitzer des Schlosses, des damit verbundenen Besitzes und damit bis 1848 auch Teublitzer Gerichtsherr(inn)en waren:
- 1780–1786 Joseph Ernst Wilhelm Teufel von Pirkensee, * 1714; † 2. Mai 1786 (Bruder von Joseph Carl Wilhelm Teuffel von Pirkensee)
- 1786–1795 Karl Philipp Wolfgang Teufel von Birkensee, * 24. Januar 1722 in Hochdorf; † 6. Februar 1795, begr. in Regensburg (Bruder des vorigen)
- 1795–1800 Friederike Luise Ernestine Edle von Koch, * 31. August 1757; † 25. Oktober 1800 in Teublitz (Nichte des vorigen)
- 1800–1820 Conrad Reinhard Ritter von Koch (Ehemann der vorigen; er war Gesandter von Oldenburg und Lübeck am Immerwährenden Reichstag in Regensburg; Vater von Friedrich August Freiherr von Gise)
- 1820–1824 Maria Anna Bertrand de St. Rémy Gräfin von La Pérouse (geb. Gräfin von Arco-Valley) (Schwiegermutter von Friedrich August Freiherr von Gise)
- 1824–1865 Franziska Freifrau von Gise (geb. Bertrand de St. Rémy Gräfin von La Perouse) (Tochter der vorigen; Ehefrau von Friedrich August Freiherr von Gise)
- 1865–1890 Maximilian Freiherr von Gise (Sohn der vorigen)
- 1890–1898 August Freiherr von Gise und 1890–1892 Maria Gräfin von Deym (Kinder des vorigen)
- 1898–1919 Irma Freifrau von Rolshausen (verw. Gräfin von Walderdorff, geb. Freiin von Gise) (Tochter des vorigen)

Am 28. Juni 1919 wurde das Anwesen von dem Bauern Roman Breitsamer und seiner Ehefrau Anna, geborene Mangold, auf dem Versteigerungsweg erworben. 1958 kam es an Herman Geislinger, der als Gutsverwalter 1961 von Roman Breitsamer adoptiert worden war. 1977 wurde das Anwesen vom Sozialwerk Heuser übernommen und für eine neue Nutzung adaptiert. Es fungiert nun als eine Außenwohngruppe für die soziale Einrichtung der (Wieder-)Eingliederungshilfe auf der Burg in Burglengenfeld.

## Schlossgut und Park

Staffagebauten wie dieser Monopteros im heutigen Teublitzer Stadtpark sind ein typisches Element Englischer Landschaftsgärten.

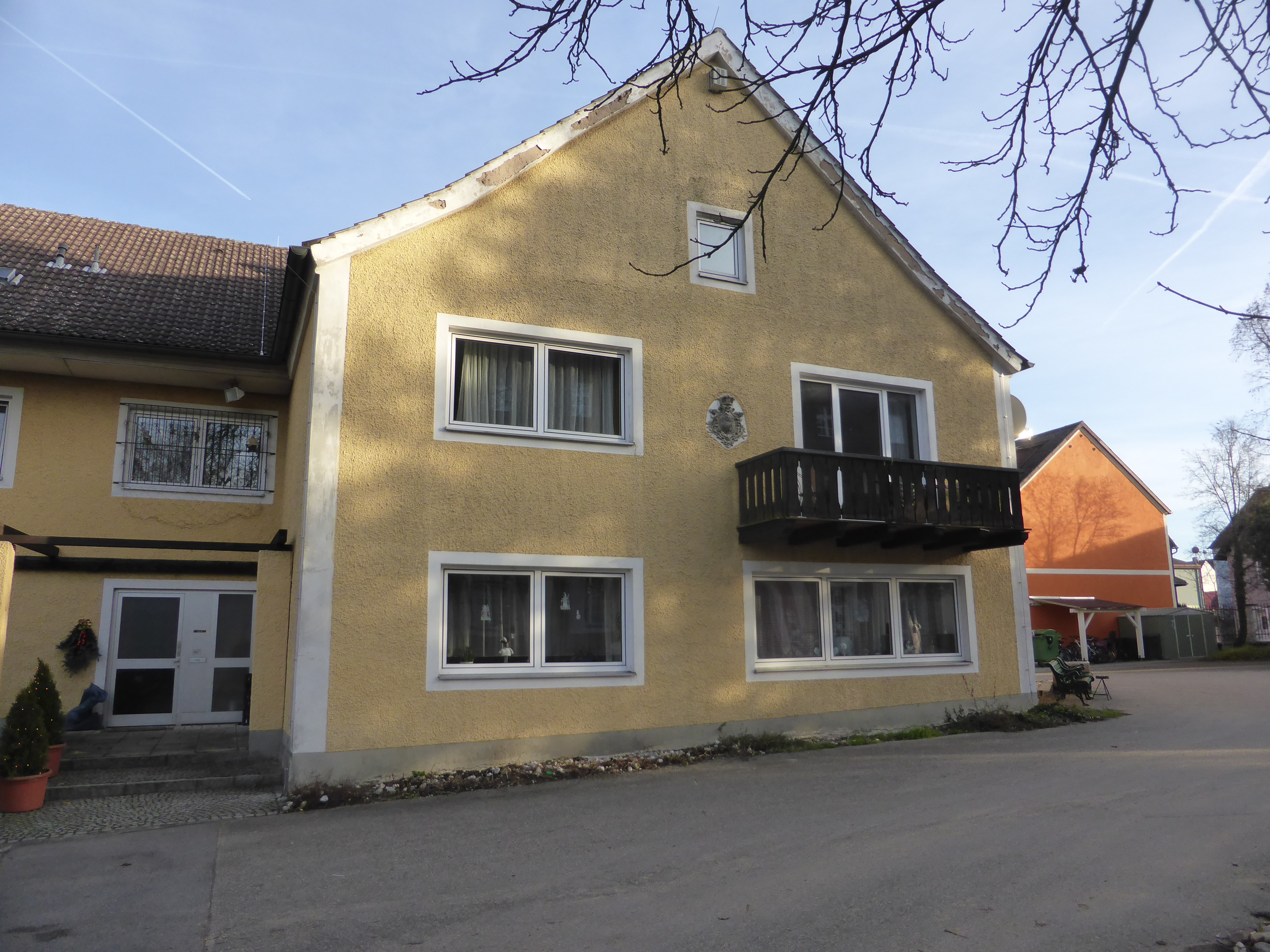
Gebäude des Schlossgutes Teublitz

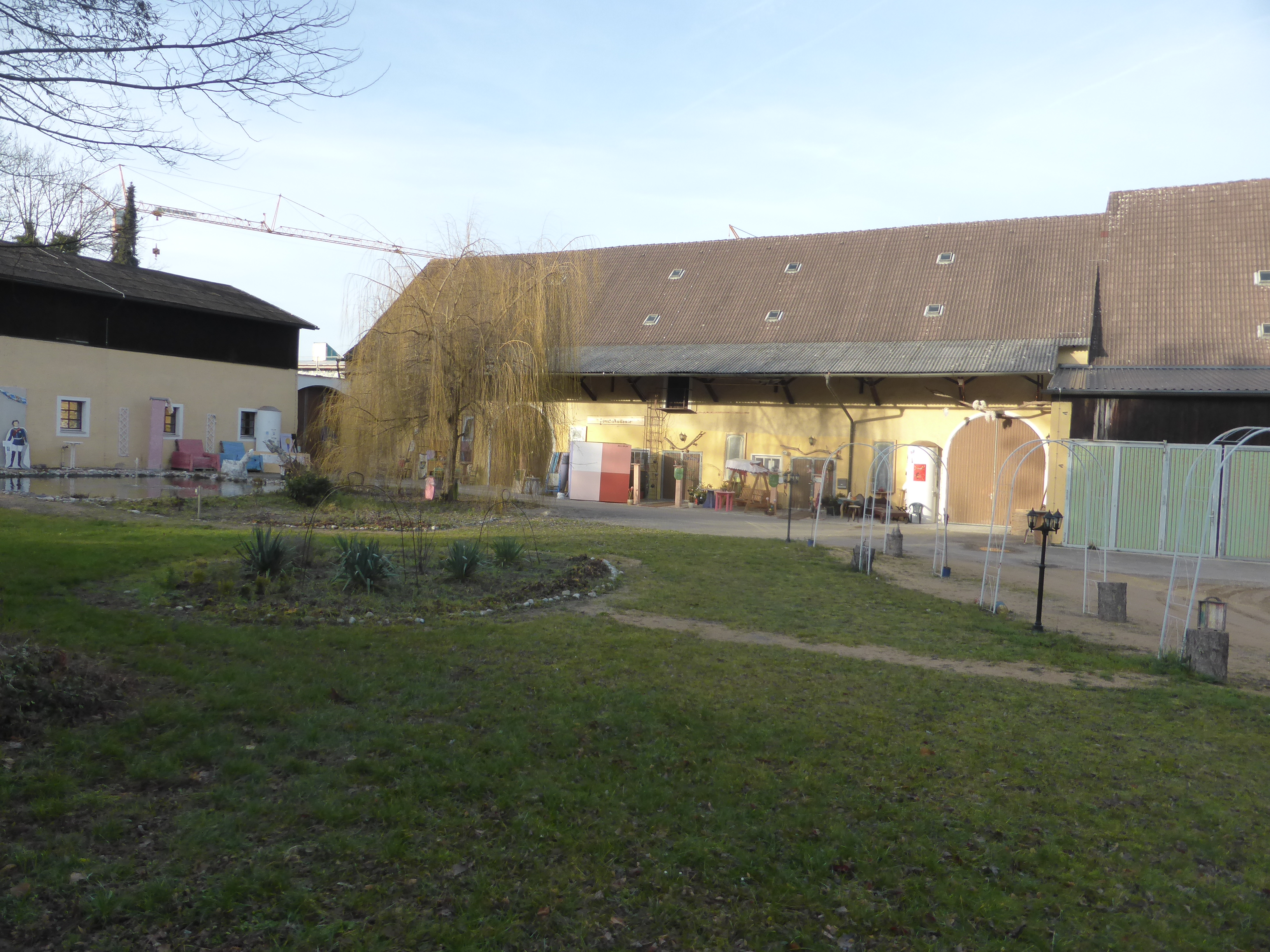
Gebäude des Schlossgutes Teublitz

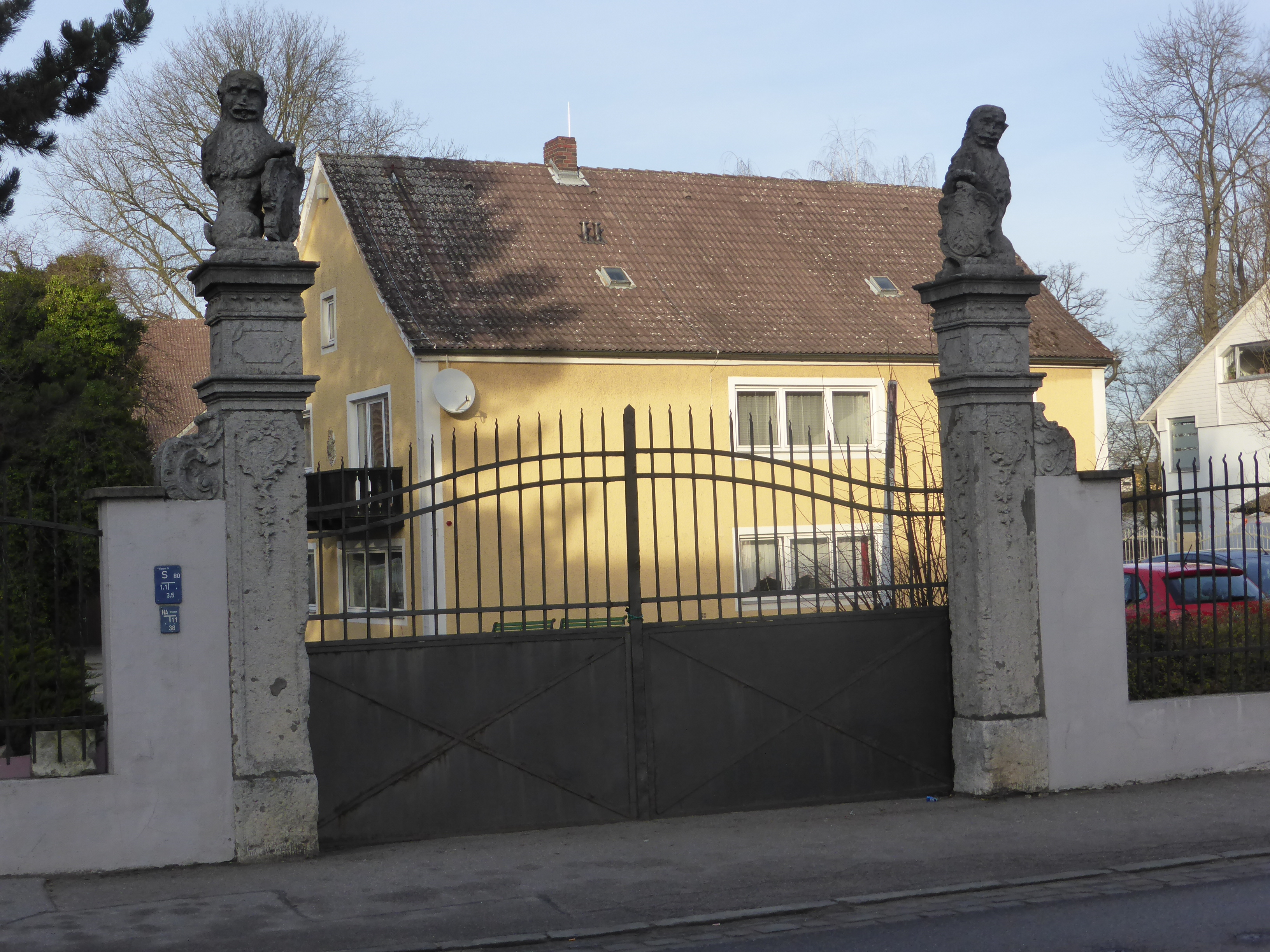
Einfahrt zum Schloss Teublitz

Zum Schloss gehörte ein Schlossgut mit beträchtlichem Grundbesitz an Wald, Wiesen, Äckern und Weihern sowie ein großer Park, den um 1800 Conrad Reinhard Ritter von Koch zu einem Englischen Landschaftsgarten umgestalten ließ. Dabei wurde unter anderem ein See mit Insel angelegt, ein Monopteros auf einer künstlichen Anhöhe errichtet und entweder eine bereits vorhandene Ruine umgestaltet oder möglicherweise ganz neu erbaut. Der See wurde in der 2. Hälfte des 20. Jahrhunderts verfüllt und in den 1960er Jahren wurde eine Springbrunnenanlage eingebaut.
Zum Schloss führt eine mit zwei Löwen bekrönte Toreinfahrt; die Löwen halten das mit Rokokomuschelwerk umrahmte Wappen der Teuffel von Pirkensee. An einem Wirtschaftsgebäude befindet sich ein Allianzwappen der Sinzenhofer und der Ecker, das auf Hans Sinzendorfer († 1532) hindeutet, der mit Notburga von Eck verheiratet war. Eine weitere Steintafel wurde 1737 von Pirkensee nach Teublitz transferiert; sie zeigt das Allianzwappen der Sinzenhofer und der Teufel von Pirkensee und bezieht sich auf Wolf Teufel, Pfleger von Regenstauf und Forstmeister von Burglengenfeld, und seine Gattin Verena von Sizenhofen.

## Nutzung
Im Schloss war ab 1945 zunächst für einige Monate eine Landwirtschaftsschule bzw. ein Kibbuz zur Vorbereitung jüdischer KZ-Überlebender auf die Auswanderung nach Palästina, danach ein Waisenhaus und später eine Zweigstelle einer Textilfirma (Näherei) untergebracht. 1978 wurden die Wohnräume verkleinert. Zurzeit befindet sich im Schloss eine sozialpflegerische und therapeutische Einrichtung. Das Schloss wird auch für Feste, Fortbildungsseminare, Tagungen und für lebenspraktische und kunsttherapeutische (Sport, Malen nach Musik) Aktivitäten genutzt.
Der vorher den Schlossbesitzern vorbehaltene Park wurde in den 1930er Jahren geöffnet. Seit der Einzäunung des in Privatbesitz verbliebenen Teils in den 1950er Jahren ist noch etwa die Hälfte des vorherigen Schlossparks als heute so genannter Stadtpark öffentlich zugänglich.